# Mansfield Park
Mansfield Park is een roman van de Engelse schrijfster Jane Austen. Het boek werd tussen 1812 en 1814 geschreven in Chawton Cottage, waar ze van haar broer mocht intrekken nadat haar vader was gestorven. In 1814 werd het boek gepubliceerd door Thomas Egerton, die ook twee eerdere romans van Austen, Sense and Sensibility en Pride and Prejudice publiceerde. Mansfield Park wordt vaak Jane Austens "probleemroman" genoemd, een roman die geen gemakkelijke interpretatie toelaat vanwege de sterke tegenstrijdige gevoelens die hij opwekt bij de lezers. Veel lezers zagen het gedrag van de Crawfords, Maria en Tom Bertram als een weerspiegeling van het decadente gedrag van de jongere leden van het Britse hof en apprecieerden het dat zij dergelijke ethische kwesties behandelde op een compromisloze wijze. Anderen, onder wie Austens eigen moeder, reageerden totaal anders: zij moesten niets hebben van Fanny, de deugdzame heldin van het verhaal, en hadden meer voeling met Mary Crawford, de antagonist.
Het verhaal draait om de protagonisten Fanny Price en Edmund Bertram en de antagonisten Mary en Henry Crawford. De moraal van het verhaal is 'vertrouwen op je intuïtie'. Niet iedereen blijkt te zijn zoals het aanvankelijk lijkt - schijn bedriegt. Fanny Price is iemand die erg op haar gevoel vertrouwt en uiteindelijk blijkt dit ook juist te zijn.

## Het verhaal
Op een dag besluiten Lady Bertram en Mrs. Norris, twee zusters, dat zij iets willen doen voor hun arme zuster, Mrs. Price, die beneden haar stand getrouwd is en onder armoedige omstandigheden leeft. Haar gezin is erg groot en breidt zich nog steeds verder uit. Daarom wordt besloten dat de oudste dochter van Mrs. Price naar Mansfield Park, het huis van Sir Thomas en Lady Bertram, gehaald zal worden. Fanny Price komt nu bij haar rijke oom en tante wonen. Hier maakt ze kennis met haar neven en nichten. Tom is de oudste zoon en tevens de minst verstandige van de twee zoons. Edmund is de jongste zoon, hij is zeer vriendelijk en zachtaardig en verstandiger dan zijn oudere broer. Maria is de oudste van de twee dochters en Julia de jongste. Beide meisjes zijn ijdel, arrogant en niet erg verstandig. Fanny is erg verlegen en gevoelig, en verlangt er in eerste instantie erg naar om weer naar huis te gaan. Edmund is de enige die zijn best doet om haar op haar gemak te laten voelen en in de loop van de tijd is hij de enige bij wie zij zichzelf kan zijn.
De jaren verstrijken en langzaam maar zeker groeien de kinderen op tot (jong)volwassenen. Op een dag verlaat Sir Thomas Mansfield Park om naar Antigua te gaan, om zijn plantages aldaar te inspecteren. Zijn oudste zoon Tom gaat met hem mee. Tijdens Sir Thomas’ afwezigheid komt Maria in contact met de rijke, maar vreselijk saaie Mr. Rushworth. Al snel doet hij haar een aanzoek en zij accepteert. Het is nu nog slechts wachten op de terugkomst van Sir Thomas voor het huwelijk. In dezelfde tijd overlijdt dominee Norris, de zwager van Lady Bertram. Mrs. Norris verhuist naar een kleiner huis en in de pastorie komen nieuwe mensen te wonen; Dr. Grant en zijn vrouw. Al snel komen de broer en zuster van mevrouw Grant logeren: Mary en Henry Crawford. Mary en Henry worden op Mansfield Park geïntroduceerd. Henry is al snel gecharmeerd van zowel Maria als Julia en flirt actief met beiden. Hoewel Maria al verloofd is met meneer Rushworth, flirt ze met Henry. Tom is intussen teruggekeerd en heeft in eerste instantie de voorkeur van Mary Crawford. Wanneer Tom voor lange tijd weggaat naar paardenraces, besluit Mary dat Edmund interessanter is. Fanny is intussen verliefd geworden op Edmund, maar door haar stille en zeer bescheiden aard heeft niemand dit door. Ze durft het zelfs nauwelijks aan zichzelf toe te geven.
Wanneer Tom terugkeert brengt hij een vriend mee, Mr. Yates. Mr. Yates komt zojuist van een gezelschap waar geacteerd werd en hij weet het gezelschap op Mansfield Park enthousiast te maken om thuis een theatervoorstelling te gaan uitvoeren. Edmund en Fanny lijken de enigen te zijn die de ongepastheid van het plan zien, vooral omdat Maria nu verloofd is. De anderen trekken zich hier echter niets van aan. Maria krijgt de hoofdrol toegewezen door Henry Crawford, tot groot verdriet van Julia, die zich nu boos en jaloers terugtrekt uit het gezelschap. Wanneer er echter geen tegenspeler gevonden kan worden voor Mary Crawford, besluit Tom om iemand van buiten te zoeken voor deze rol. Edmund, die niet wil dat de buitenwereld lucht krijgt van de ongepaste theatervoorstelling, voelt zich hierdoor gedwongen om de rol op zich te nemen. Wanneer Fanny op een avond alleen in haar vertrekken is, komt Mary bij haar met het verzoek om haar te helpen met het oefenen van haar rol. Ze stemt met tegenzin toe. Echter, niet veel later komt Edmund met hetzelfde verzoek. Edmund en Mary besluiten om samen te oefenen, met Fanny als toehoorder. Fanny moet nu aanhoren hoe Edmund en Mary hun rol als geliefden oefenen. Edmunds wens om alles binnenshuis te houden begint steeds meer in te krimpen als Tom iedereen die hij tegenkomt uitnodigt om te komen kijken. Net als langzaam maar zeker alles uit de hand dreigt te lopen, komt Sir Thomas thuis. Hij is niet bepaald blij met het theater en zet de activiteiten onmiddellijk stop.
Maria trouwt nu met Rushworth, hoewel ze verliefd is op Henry. Ze verlaat Mansfield Park en neemt haar zuster Julia mee naar Londen. De relatie tussen de Crawfords en de Bertrams wordt sterker. Mary doet pogingen om een vriendschap te beginnen met Fanny, maar Fanny blijft afstandelijk en op haar hoede. Henry besluit intussen dat hij gaat proberen om Fanny verliefd op hem te laten worden. Wanneer Fanny’s broer William, die in de marine dient als adelborst, komt logeren op Mansfield Park is ze zielsgelukkig. Speciaal voor hem, zodat hij Fanny kan zien dansen, organiseert Sir Thomas een bal. William heeft een mooie barnstenen hanger voor Fanny meegebracht en deze wil ze graag dragen tijdens het bal, maar ze heeft geen ketting om hem aan te hangen. Deze krijgt ze van Mary. Wanneer Fanny er echter achter komt dat de ketting ooit een geschenk van Henry was, wil ze hem eigenlijk niet meer hebben, maar wordt gedwongen om hem toch aan te nemen. Eenmaal thuis krijgt ze nog een ketting, ditmaal van Edmund. Uiteindelijk draagt ze beide kettingen tijdens het bal. Tijdens het bal danst Henry meerdere malen met Fanny en hij wordt langzaam maar zeker echt verliefd op haar, terwijl zij nog niets van hem moet hebben. Wat Fanny wel opvalt is dat Mary en Edmund elkaar steeds leuker beginnen te vinden. Na het bal moet William terug naar zee. Henry reist met hem mee en niet veel later komt hij met het bericht dat William promotie heeft gemaakt. Henry heeft het zelf geregeld via zijn oom, admiraal Crawford, uit liefde voor Fanny. Wanneer Henry Fanny uiteindelijk een aanzoek doet, wijst Fanny hem echter af - beledigd en in de vaste veronderstelling dat hij een grapje maakt. Henry snapt de boodschap helaas niet en vraagt toestemming aan Sir Thomas. Fanny maakt haar oom duidelijk dat ze beslist niet met hem wil trouwen, Henry's principes zijn voor de gevoelige Fanny veel te ongepast. Sir Thomas wordt hier erg boos om. Hij besluit om Fanny voor een paar maanden naar haar ouders in Portsmouth te sturen voor een bezoekje omdat ze misschien daar, waar de luxe van Mansfield Park ontbreekt, op andere gedachten zal komen. Fanny heeft echter geen weet van deze verborgen agenda van Sir Thomas en verheugt zich enorm op de trip naar haar ouderlijk huis.
Eenmaal bij haar ouders valt het allemaal erg tegen. Haar ouders lijken alleen maar aandacht te hebben voor William. Wanneer de laatste weer uitvaart wordt het alleen maar erger. Al snel krijgt Fanny heimwee naar Mansfield Park. De enige bij wie ze zich thuis op haar gemak voelt is haar zusje Susan. Die probeert ze dan ook zo veel mogelijk te leren van wat zij op Mansfield Park heeft geleerd. Zelfs het plotselinge bezoek van Henry Crawford is een aangename verrassing tijdens haar vreselijke verblijf in Portsmouth. Hij blijkt aangename veranderingen doorgemaakt te hebben. Langzaam maar zeker ziet Fanny in dat Henry's karakter in principe goed is. Ze voelt dat het misschien niet helemaal onmogelijk zal zijn om ooit met hem te trouwen, aangezien Edmund serieuze trouwplannen koestert met Mary Crawford en dus onbereikbaar voor haar is.
Echter, niet veel later krijgt Fanny een bericht van Mansfield Park dat haar neef Tom ernstig ziek is en in levensgevaar verkeert. Fanny is geschrokken en verlangt er nu nog meer naar om terug te gaan naar Mansfield Park. Ook krijgt ze een vreemde brief van Mary, waarin staat dat ze niets moet geloven van de roddels over Henry en dat Henry nog steeds van haar houdt. De brief geeft geen nadere uitleg, maar de krant vertelt haar meer. Maria, die getrouwd is met Mr. Rushworth, zou er met Henry vandoor zijn gegaan! Of dat nog niet erg genoeg is, blijkt ook nog eens dat Julia door Mr. Yates geschaakt is. Edmund komt haar en Susan nu ophalen om naar Mansfield Park te gaan. Edmund is erg terneergeslagen, omdat hij er na een bezoek aan Mary achter is gekomen dat hun principes te verschillend zijn voor een gezamenlijke toekomst. Uiteindelijk geneest Tom van zijn tuberculose, komen Maria en Henry weer boven water en trouwen Julia en Mr. Yates. Henry trouwt met een ander en Mr. Rushworth scheidt van Maria. Maria gaat nu met Mrs. Norris ergens anders wonen, waardoor het op Mansfield Park veel rustiger wordt. Edmund ziet na verloop van tijd in dat de principes van Fanny en hemzelf erg overeenkomen en realiseert zich dat hij erg op haar gesteld is. Aan het einde van het boek treden ze in het huwelijk.

## Film- en televisiebewerkingen
Mansfield Park is meerdere keren verfilmd, onder andere:
- 1983: Mansfield Park, BBC-serie. Geregisseerd door David Giles, met Sylvestra Le Touzel als Fanny Price, Nicholas Farrell als Edmund Bertram en Anna Massey als Mrs Norris.
- 1999: Mansfield Park, film. Geregisseerd door Patricia Rozema, met Frances O'Connor als Fanny Price en Jonny Lee Miller als Edmund Bertram.
- 2007: Mansfield Park, televisiebewerking geregisseerd door Maggie Wadey, met Billie Piper als Fanny Price